# Down (Marian Hill)
Down is een nummer van het Amerikaanse elektronische muziekduo Marian Hill uit 2017. Het is de eerste single van hun debuutalbum Act One.
Het nummer won aan bekendheid en populariteit doordat het begin 2017 te zien was in een reclamespot voor de AirPods van Apple. Hierdoor wist het de Noord-Amerikaanse en West-Europese hitlijsten ook te bereiken. In de Amerikaanse Billboard Hot 100 wist het de 21e positie te bereiken. In Nederland bereikte het nummer de 2e positie in de Tipparade, en in Vlaanderen de 41e positie in de Tipparade.